# Naruhito
S.M.I. Naruhito (Naruhito?, 徳仁; Tokyo, 23 febbraio 1960) è il 126º imperatore del Giappone (天皇?, tennō, lett. "sovrano celeste"), in carica dal 1º maggio 2019.

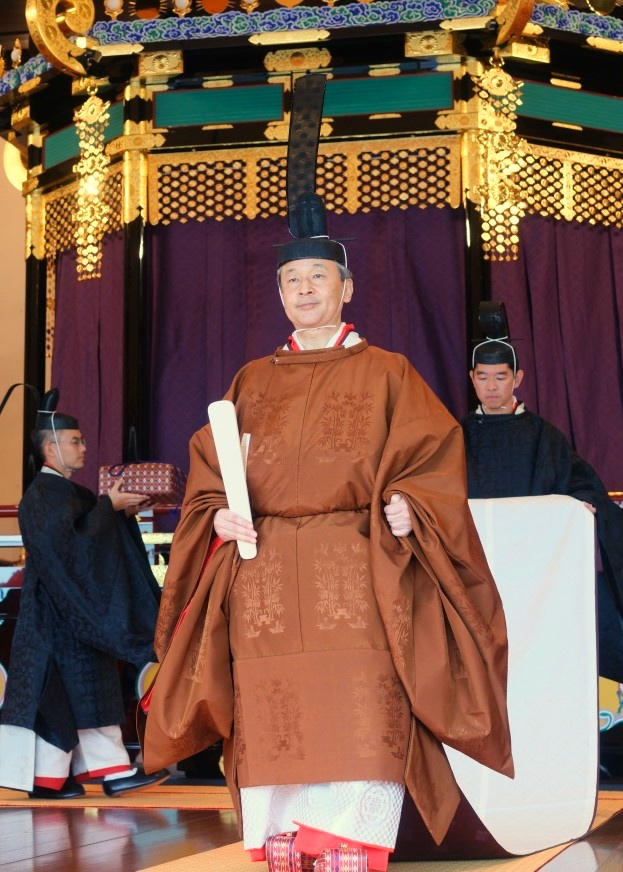
Il giorno dell'incoronazione, 22 ottobre 2019

L'era giapponese corrispondente al suo regno porta il nome di periodo Reiwa (令和時代?, Reiwa-jidai, lett. "periodo di bella armonia") e di conseguenza, secondo la tradizione giapponese, dopo la sua morte gli sarà attribuito il nome postumo di Imperatore Reiwa (令和天皇?, Reiwa Tennō) per ordine del governo. Il suo titolo onorifico è Principe Hiro (浩宮?, Hiro-no-miya)
Mentre all'estero ci si riferisce comunemente a lui utilizzando il nome personale, i giapponesi utilizzano le espressioni Tennō Heika (天皇陛下? lett. "Sua Maestà l'Imperatore"), Kinjō Heika (今上陛下? lett. "Sua Maestà Regnante"), Kinjō Tennō (今上天皇? lett. "Imperatore Regnante") o, molto più raramente, semplicemente Tennō (天皇? Imperatore, lett. "Sovrano Celeste")
Divenne principe ereditario al trono del crisantemo in seguito alla morte del nonno, l'imperatore Hirohito, avvenuta il 7 gennaio 1989. L'imperatore è noto per la sua attività nelle opere caritatevoli che svolgeva, in particolare, quando non era ancora principe ereditario. Già da principe ereditario ha assolto una lunga serie di funzioni imperiali.
È sposato con l'imperatrice Masako (皇后雅子?, Kōgō Masako), nata Masako Owada (小和田 雅子?); la coppia ha una figlia, Aiko, principessa Toshi (敬宮愛子内親王?, Toshi-no-miya Aiko Naishinnō)
Dopo averlo annunciato con cinque mesi d'anticipo, il padre Akihito ha abdicato il 30 aprile 2019. La cerimonia di intronizzazione di Naruhito ha avuto luogo il giorno successivo. La cerimonia di incoronazione si è invece svolta il 22 ottobre 2019. Con l'ascesa al trono di Naruhito, ha preso il via l'era Reiwa, designazione ufficiale del suo periodo di regno presentata il 1º aprile 2019 dal primo ministro Shinzō Abe, che significa "bella armonia". Secondo una delle interpretazioni della controversa Dichiarazione della natura umana dell'imperatore, promulgata dal nonno Hirohito nel 1946, Naruhito è il secondo imperatore del Giappone a salire sul trono senza godere di prerogative divine.

## Biografia

### Istruzione
Ha conseguito la laurea in storia all'Università Gakushūin nel 1982. Nel luglio dello stesso anno iniziò un corso intensivo di tre mesi in inglese prima di entrare al Merton College dell'Università di Oxford. Presenterà la sua tesi nel 1989.
L'imperatore Naruhito suona la viola e ama fare jogging, escursionismo, e alpinismo nel suo tempo libero. Ha scritto parecchi articoli e un libro, The Thames And I: A Memoir Of Two Years At Oxford (ISBN 1-905246-06-4). Durante la sua permanenza a Oxford Naruhito ha viaggiato per tutta l'Europa e ha incontrato molti membri delle famiglie reali europee, tra cui la famiglia reale britannica. I modi relativamente rilassati della famiglia reale inglese colpirono il principe: "La Regina Elisabetta II, notai con sorpresa, si versò il tè da sola e servì dei tramezzini". Inoltre, ebbe occasione di sciare con Giovanni Adamo II del Liechtenstein, andò in vacanza nel mar Mediterraneo con Juan Carlos I di Spagna e andò in barca con Sonja e Harald V di Norvegia e Beatrice dei Paesi Bassi.

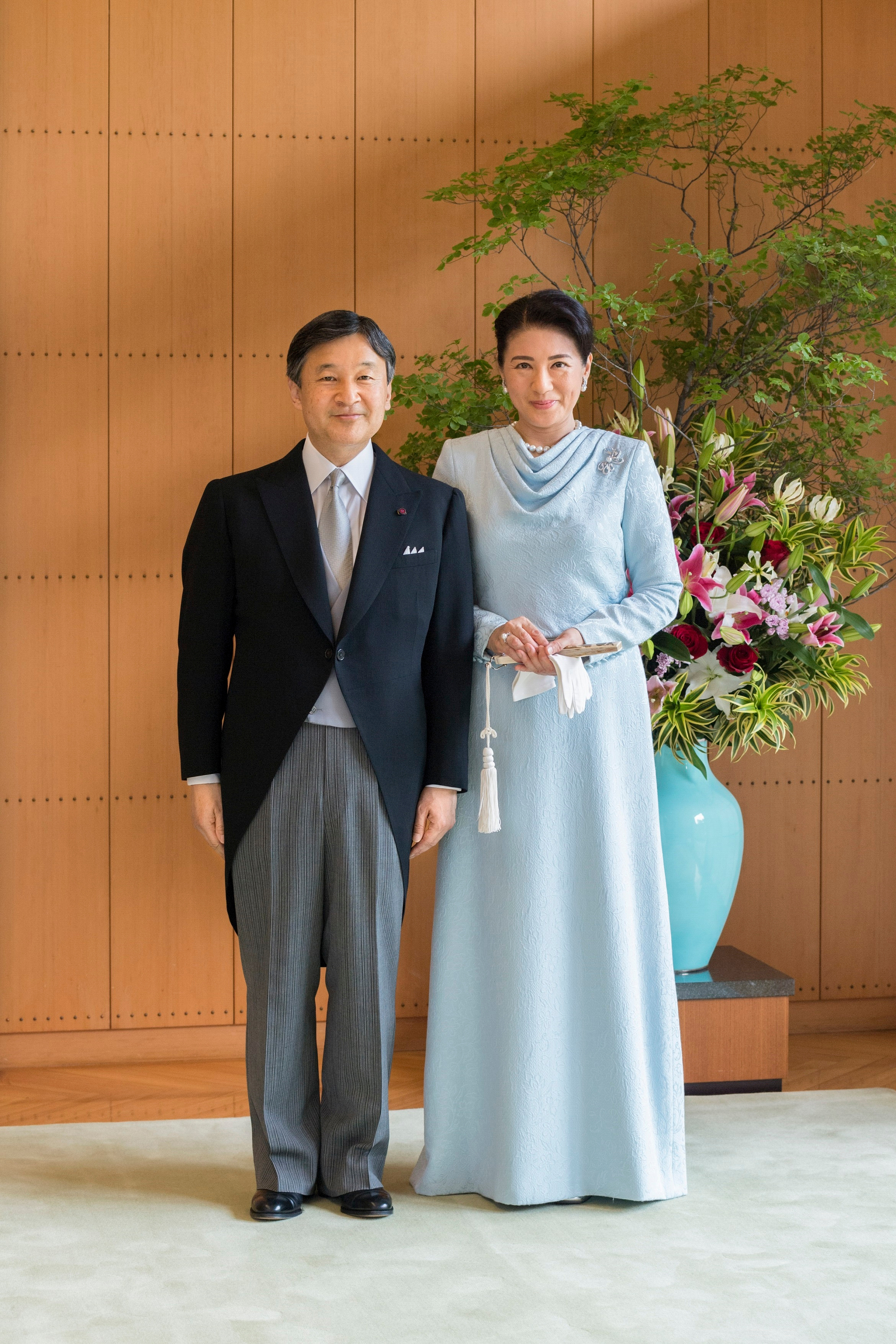
L'Imperatore Naruhito e l'Imperatrice Masako, 2019

### Fidanzamento e matrimonio
Il principe e Masako Owada si incontrarono per la prima volta a un tè organizzato dall'Infanta Elena di Spagna nel novembre del 1986, quando lei era studentessa all'Università di Tokyo.
Il principe corteggiò e alla fine si dichiarò (ufficialmente due volte) alla giovane, divenuta intanto diplomatica del Ministero giapponese degli Affari Esteri, dove lavorava insieme al padre Hisashi Owada, attualmente giudice presso la Corte Internazionale di giustizia, ex vice ministro per gli affari esteri ed ex ambasciatore giapponese alle Nazioni Unite. Il palazzo imperiale annunciò il loro fidanzamento il 19 gennaio 1993.
Il 9 giugno 1993 il principe della corona del Giappone e Masako Owada si sposarono nel Tempio Shinto Imperiale di Tokyo di fronte a 2 500 convitati, tra i quali tutti i regnanti e molti capi di Stato d'Europa. Si stima inoltre che 500 milioni di persone in tutto il mondo seguirono in diretta le nozze attraverso la radio e la televisione.
Sposando il principe ereditario, Masako Owada ricevette un titolo nobiliare (principessa della corona del Giappone) nonché l'attributo di "sua altezza imperiale". È conosciuta popolarmente come principessa Masako, anche se l'appellativo non è tecnicamente corretto. La coppia si è stabilita a Palazzo Togu-gosho, nell'area imperiale di Tokyo.

#### Principessa Aiko
La coppia imperiale ha una figlia, sua altezza imperiale la principessa Aiko (il suo titolo ufficiale è Toshi no Miya, o principessa Toshi), nata il 1º dicembre 2001.
La nascita della bambina, avvenuta più di otto anni dopo il matrimonio dei genitori, ha acceso un dibattito vivace in Giappone. Ci si interroga se si debba cambiare o meno la legge di successione imperiale del 1947, cioè se si debba passare da una forma di progenitura a preferenza maschile a una egualitaria, che permetterebbe anche alle donne di ereditare il trono del crisantemo.
Una commissione di esperti scelta dal governo ha stilato una relazione il 25 ottobre 2006 suggerendo una legge di successione imperiale che permetta una primogenitura egualitaria. Il 20 gennaio 2006 il primo ministro Jun'ichirō Koizumi ha usato parte del suo discorso annuale per rispondere alle controversie nate in seguito alla sua proposta di legge da sottoporre al vaglio del parlamento giapponese che permetterebbe anche alle donne di accedere al trono al fine di dare stabilità futura alla successione. Koizumi non ha annunciato una scadenza per la legislazione né ha introdotto dettagli sui contenuti ma ha notato che questo sarebbe in linea con le conclusione della commissione governativa del 2005.
Diversi progetti di modifica alla successione imperiale in linea esclusivamente maschile sono stati accantonati temporaneamente dopo l'annuncio, nel febbraio del 2006, che il fratello minore dell'imperatore Naruhito, il principe Akishino, e sua moglie, la principessa Kiko, stavano aspettando il loro terzo figlio. Il 6 settembre 2006 alle 8:27 (fuso orario giapponese), la principessa Kiko ha dato alla luce un maschio, il secondo in linea di successione al trono del crisantemo in base alle leggi vigenti, dopo il padre Akishino. La nascita del principe Hisahito non solo offre alla famiglia imperiale il primo erede maschio dopo 40 anni, ma potrebbe anche significare che i disegni di legge per permettere alle donne la successione al trono non abbiano seguito.

### Principe ereditario del Giappone

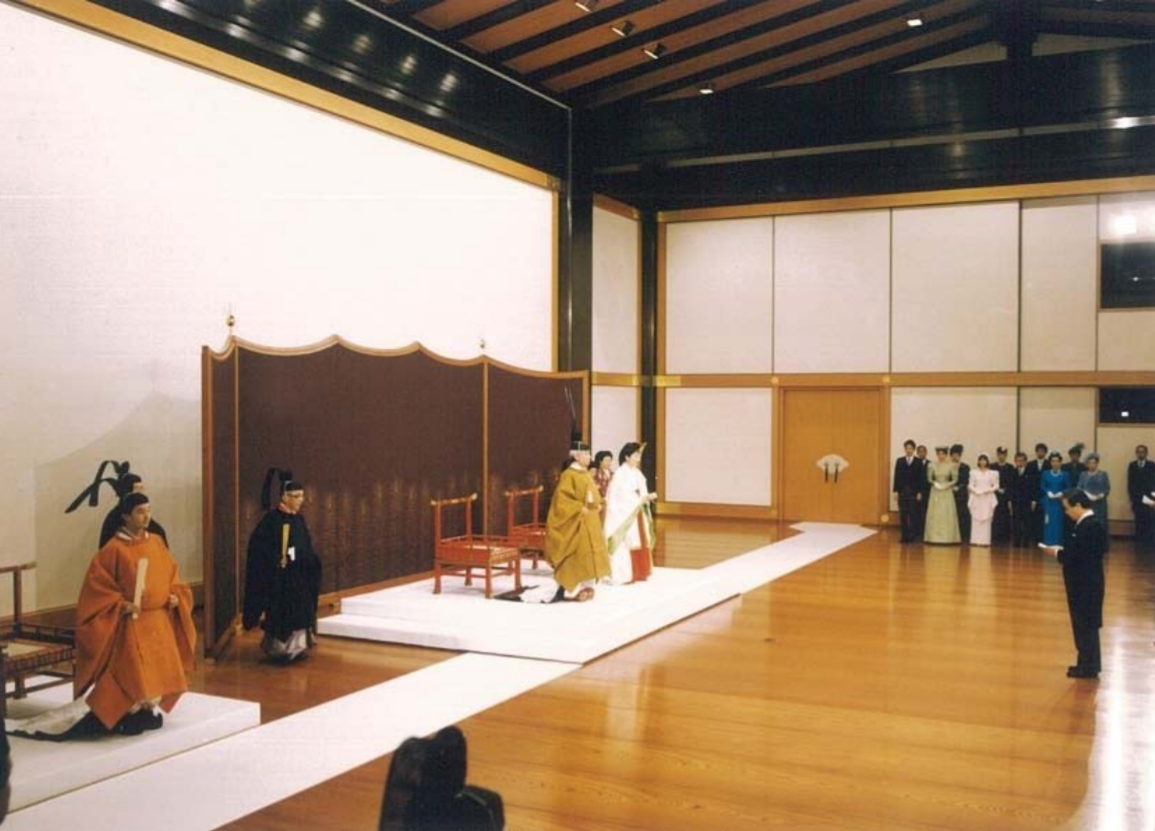
Naruhito alla cerimonia di proclamazione del principe ereditario (Rikkōshi-Senmei-no-gi) nel 1991

In qualità di principe ereditario è stato patrono delle Olimpiadi invernali del 1998 e delle Paralimpiadi invernali del 1998. È anche un sostenitore dell'Organizzazione mondiale del movimento scout e nel 2006 ha partecipato al 14º Nippon Jamboree, il raduno nazionale giapponese organizzato dall'associazione scout del Giappone. Il principe ereditario è stato anche vicepresidente onorario della Croce Rossa giapponese dal 1994. Nel 2001, il principe ereditario ha visitato il Regno Unito; ha incontrato la regina Elisabetta II e il principe Filippo, duca di Edimburgo al castello di Windsor.
Per due settimane nel 2012, il principe ereditario assunse temporaneamente la carica di suo padre mentre l'imperatore si sottoponeva e si riprendeva da un intervento chirurgico di bypass cardiaco. Il compleanno di Naruhito è stato chiamato "Giorno del Monte Fuji" dalle prefetture di Shizuoka e Yamanashi a causa del suo presunto amore per la montagna.
Come principe, Naruhito è stato membro onorario della "Commissione mondiale sull'acqua per il XXI secolo", offrendo il suo patronato alla "Global Water Partnership", un ente fondato dalla Banca Mondiale, dalle Nazioni Unite e dal ministero svedese per lo sviluppo.

### Imperatore del Giappone
Il 1º dicembre 2017, il primo ministro Shinzo Abe annunciò che il padre di Naruhito, l'imperatore Akihito, avrebbe abdicato il 30 aprile 2019 e che Naruhito sarebbe diventato il 126º imperatore del Giappone a partire dal 1º maggio 2019. Dopo una cerimonia di abdicazione nel pomeriggio del 30 aprile, il regno di Akihito e l'era Heisei continuarono fino alla fine della giornata. Naruhito gli succedette poi come imperatore all'inizio della giornata del 1º maggio, inaugurando l'era Reiwa. La transizione ebbe luogo a mezzanotte e Naruhito iniziò formalmente il suo regno in una cerimonia più tardi quella mattina. Nella sua prima dichiarazione come imperatore, si impegnò a riflettere profondamente sul percorso seguito da suo padre e ad adempiere alla sua responsabilità costituzionale "come simbolo dello Stato e dell'unità del popolo giapponese".
Ai sensi dell'articolo 4 della Costituzione del Giappone, il ruolo dell'imperatore è definito come interamente cerimoniale e rappresentativo. A differenza della maggior parte degli altri monarchi costituzionali, l'imperatore non ha nemmeno poteri nominali relativi al governo; gli è impedito di fare dichiarazioni politiche. Il suo ruolo è limitato allo svolgimento di doveri cerimoniali come delineato dalla costituzione, e anche in quel caso è vincolato dai requisiti della costituzione e dal parere vincolante del gabinetto. Ad esempio, mentre nomina formalmente il primo ministro, è tenuto a nominare la persona designata dalla Dieta Nazionale.
La cerimonia di intronizzazione ha avuto luogo il 22 ottobre 2019, dove è stato debitamente intronizzato in una cerimonia di proclamazione in stile antico e tradizionale. Il 23 luglio 2021, il nuovo imperatore ha aperto le Olimpiadi estive del 2020 (originariamente programmate per il 2020, posticipate dalla pandemia di COVID-19) ospitate a Tokyo, proprio come aveva fatto suo nonno, l'imperatore Shōwa, nel 1964.
Il primo viaggio all'estero della coppia imperiale come imperatore e imperatrice ebbe luogo nel settembre 2022, nel Regno Unito per partecipare al funerale di Stato della regina Elisabetta II. Visitarono l'Indonesia nel giugno 2023, che fu la loro prima visita di Stato.
Nel febbraio 2024, l'imperatore ha festeggiato il suo 64º compleanno con un messaggio di cordoglio per le vittime del terremoto di Noto, e ha espresso il desiderio di visitare le aree colpite. In precedenza aveva ricevuto le condoglianze per le vittime dal re Carlo III del Regno Unito all'inizio di gennaio. L'imperatore e l'imperatrice hanno visitato Wajima e Suzu, due città colpite dal terremoto nella penisola di Noto il 22 marzo. La coppia ha poi visitato un centro di evacuazione ad Anamizu il 12 aprile.
Nell'aprile 2024, l'Agenzia della Casa Imperiale ha lanciato un account Instagram per la famiglia imperiale, che ha ricevuto 300 000 follower entro la fine del suo debutto sulla piattaforma. L'account è stato lanciato, secondo quanto riferito, per "raggiungere" le generazioni più giovani del Giappone.
L'imperatore e l'imperatrice intrapresero una visita di Stato di tre giorni nel Regno Unito alla fine di giugno 2024, su invito del re Carlo III. La coppia imperiale aveva originariamente pianificato di visitare il Regno Unito nel 2020 come ospiti della regina Elisabetta II, ma la visita di Stato è stata annullata a causa della pandemia di COVID-19. La visita riprogrammata è andata avanti nonostante le preoccupazioni di rinvio dovute alla campagna elettorale generale britannica iniziata a fine maggio. È stata la prima visita di Stato in tempi moderni ad aver luogo durante una campagna elettorale attiva.

## Titoli, trattamento e stemma

### Titoli e trattamento
- 23 febbraio 1960 – 23 febbraio 1991: Sua Altezza Imperiale il Principe Hiro
- 23 febbraio 1991 - 30 aprile 2019: Sua Altezza Imperiale il Principe della Corona del Giappone
- 1º maggio 2019 - in carica: Sua Maestà Imperiale l'Imperatore

### Stemma

Stemma dell'Imperatore del Giappone
Collare di Naruhito del Giappone come Cavaliere dell'Ordine Reale dei Serafini (Svezia)
Stemma dell'Imperatore Naruhito del Giappone come Cavaliere di Gran Croce dell'Ordine di Carlo III (Spagna)

## Ascendenza
|                       |                 |                             | Genitori                   |  |  | Nonni |  |  | Bisnonni          |  |  | Trisnonni        |  |
|                       |                 |                             |                            |  |  |       |  |  | Imperatore Taishō |  |  | Imperatore Meiji |  |
|                       |                 |                             |                            |  |  |       |  |  | Imperatore Taishō |  |  | Imperatore Meiji |  |
|                       |                 | Nobile Yanagihara Naruko    |                            |  |  |       |  |  | Imperatore Taishō |  |  |                  |  |
| Imperatore Shōwa      |                 |                             |                            |  |  |       |  |  | Imperatore Taishō |  |  |                  |  |
|                       |                 | Imperatrice Teimei          | Principe Kujō Michitaka    |  |  |       |  |  |                   |  |  |                  |  |
|                       |                 | Imperatrice Teimei          | Principe Kujō Michitaka    |  |  |       |  |  |                   |  |  |                  |  |
|                       |                 | Imperatrice Teimei          | Nobile Ikuko Noma          |  |  |       |  |  |                   |  |  |                  |  |
| Akihito del Giappone  |                 | Imperatrice Teimei          |                            |  |  |       |  |  |                   |  |  |                  |  |
|                       |                 | Principe Kuniyoshi Kuni     | Principe Kuni Asahiko      |  |  |       |  |  |                   |  |  |                  |  |
|                       |                 | Principe Kuniyoshi Kuni     | Principe Kuni Asahiko      |  |  |       |  |  |                   |  |  |                  |  |
|                       |                 | Principe Kuniyoshi Kuni     | Nobile Makiko Izumi        |  |  |       |  |  |                   |  |  |                  |  |
| Imperatrice Kōjun     |                 | Principe Kuniyoshi Kuni     |                            |  |  |       |  |  |                   |  |  |                  |  |
|                       |                 | Principessa Chikako Shimazu | Principe Shimazu Tadayoshi |  |  |       |  |  |                   |  |  |                  |  |
|                       |                 | Principessa Chikako Shimazu | Principe Shimazu Tadayoshi |  |  |       |  |  |                   |  |  |                  |  |
|                       |                 | Principessa Chikako Shimazu | Nobile Sumako Yamazaki     |  |  |       |  |  |                   |  |  |                  |  |
| Naruhito del Giappone |                 | Principessa Chikako Shimazu |                            |  |  |       |  |  |                   |  |  |                  |  |
|                       | Teiichirō Shōda | …                           |                            |  |  |       |  |  |                   |  |  |                  |  |
|                       | Teiichirō Shōda | …                           |                            |  |  |       |  |  |                   |  |  |                  |  |
|                       | Teiichirō Shōda | …                           |                            |  |  |       |  |  |                   |  |  |                  |  |
| Hidesaburō Shōda      | Teiichirō Shōda |                             |                            |  |  |       |  |  |                   |  |  |                  |  |
|                       |                 | Kinu Shōda                  | …                          |  |  |       |  |  |                   |  |  |                  |  |
|                       |                 | Kinu Shōda                  | …                          |  |  |       |  |  |                   |  |  |                  |  |
|                       |                 | Kinu Shōda                  | …                          |  |  |       |  |  |                   |  |  |                  |  |
| Michiko Shōda         |                 | Kinu Shōda                  |                            |  |  |       |  |  |                   |  |  |                  |  |
|                       |                 | Tsunatake Soejima           | …                          |  |  |       |  |  |                   |  |  |                  |  |
|                       |                 | Tsunatake Soejima           | …                          |  |  |       |  |  |                   |  |  |                  |  |
|                       |                 | Tsunatake Soejima           | …                          |  |  |       |  |  |                   |  |  |                  |  |
| Fumiko Soejima        |                 | Tsunatake Soejima           |                            |  |  |       |  |  |                   |  |  |                  |  |
|                       |                 | Aya                         | …                          |  |  |       |  |  |                   |  |  |                  |  |
|                       |                 | Aya                         | …                          |  |  |       |  |  |                   |  |  |                  |  |
|                       |                 | Aya                         | …                          |  |  |       |  |  |                   |  |  |                  |  |
|                       |                 | Aya                         |                            |  |  |       |  |  |                   |  |  |                  |  |

### Ascendenza patrilineare
L'ascendenza dell'imperatore Keitai è sconosciuta: egli divenne imperatore perché il suo predecessore, l'imperatore Buretsu, era morto senza eredi maschi. Tradizionalmente si considera Keitai discendente del mitico imperatore Ōjin (III secolo), a sua volta discendente di Jimmu (primo imperatore del Giappone e nipote della dea del Sole Amaterasu).
1. Keitai, Imperatore del Giappone, VI secolo
2. Kinmei, Imperatore del Giappone, 509-571
3. Bidatsu, Imperatore del Giappone, 538-585
4. Principe Oshisaka, circa 556-
5. Jomei, Imperatore del Giappone, 593-641
6. Tenji, Imperatore del Giappone, 626-672
7. Principe Shiki, 716-
8. Kōnin, Imperatore del Giappone, 709-782
9. Kanmu, Imperatore del Giappone, 736-806
10. Saga, Imperatore del Giappone, 786-842
11. Ninmyō, Imperatore del Giappone, 808-850
12. Kōkō, Imperatore del Giappone, 830-887
13. Uda, Imperatore del Giappone, 867-931
14. Daigo, Imperatore del Giappone, 884-930
15. Murakami, Imperatore del Giappone, 926–967
16. En'yū, Imperatore del Giappone, 959-991
17. Ichijō, Imperatore del Giappone, 980-1011
18. Go-Suzaku, Imperatore del Giappone, 1009-1045
19. Go-Sanjō, Imperatore del Giappone, 1032-1073
20. Shirakawa, Imperatore del Giappone, 1053-1129
21. Horikawa, Imperatore del Giappone, 1079-1107
22. Toba, Imperatore del Giappone, 1103-1156
23. Go-Shirakawa, Imperatore del Giappone, 1127-1192
24. Takakura, Imperatore del Giappone, 1161-1181
25. Go-Toba, Imperatore del Giappone, 1180-1239
26. Tsuchimikado, Imperatore del Giappone, 1196-1231
27. Go-Saga, Imperatore del Giappone, 1220-1272
28. Go-Fukakusa, Imperatore del Giappone, 1243-1304
29. Fushimi, Imperatore del Giappone, 1265-1317
30. Go-Fushimi, Imperatore del Giappone, 1288-1336
31. Kōgon, Imperatore della Corte della Nord, 1313-1364
32. Sukō, Imperatore della Corte del Nord, 1334–1398
33. Yoshihito, principe Fushimi-no-miya, 1351-1416
34. Sadafusa, principe Fushimi-no-miya, 1372–1456
35. Go-Hanazono, Imperatore del Giappone, 1418-1471
36. Go-Tsuchimikado, Imperatore del Giappone, 1442-1500
37. Go-Kashiwabara, Imperatore del Giappone, 1464-1526
38. Go-Nara, Imperatore del Giappone, 1495-1557
39. Ōgimachi, Imperatore del Giappone, 1517-1593
40. Yōkwōin, principe ereditario del Giappone, 1552-1586
41. Go-Yōzei, Imperatore del Giappone, 1571-1617
42. Go-Mizunoo, Imperatore del Giappone, 1596-1680
43. Reigen, Imperatore del Giappone, 1654-1732
44. Higashiyama, Imperatore del Giappone, 1675-1710
45. Naohito, principe Kan'in-no-miya, 1704-1753
46. Sukehito, principe Kan'in-no-miya, 1733-1794
47. Kōkaku, Imperatore del Giappone, 1771-1840
48. Ninkō, Imperatore del Giappone, 1800-1846
49. Kōmei, Imperatore del Giappone, 1831-1867
50. Meiji, Imperatore del Giappone, 1852-1912
51. Taishō, Imperatore del Giappone, 1879-1926
52. Shōwa, Imperatore del Giappone, 1901-1989
53. Heisei, Imperatore del Giappone, 1933-vivo (Imperatore Emerito)
54. Reiwa, Imperatore del Giappone, 1960-vivo